# Getting It Right
Pour plus de détails, voir Fiche technique et Distribution.
Getting It Right est un film britannique réalisé par Randal Kleiser, sorti en 1989.

## Fiche technique
- Titre : Getting It Right
- Réalisation : Randal Kleiser
- Scénario : Elizabeth Jane Howard
- Photographie : Clive Tickner
- Musique : Colin Towns
- Pays d'origine : Royaume-Uni
- Genre : comédie dramatique
- Date de sortie : 1989

## Distribution
- Jesse Birdsall : Gavin Lamb
- Jane Horrocks : Jenny
- Helena Bonham Carter : Minerva Munday
- Pat Heywood : Mme Lamb
- Bryan Pringle : Mr Lamb
- Lynn Redgrave : Joan
- Richard Huw : Harry
- John Gielgud : Sir Gordon Munday
- Judy Parfitt : Lady Stella Munday
- Peter Cook : Mr Adrian
- Shirley Anne Field : Anne
- Pauline Quirke : Muriel Sutton
- Ben Miles : Spiro
- Elizabeth Jane Howard : une femme à la fête
- Giuseppe Andrews : Luke